# Лінда Феррандо
Лінда Феррандо (італ. Linda Ferrando, нар. 12 січня 1966) — колишня італійська тенісистка. 
Здобула три одиночні та два парні титули туру ITF, один парний титул туру WTA.
Найвищу одиночну позицію світового рейтингу — 36 місце досягла 11 квітня 1994, парну — 33 місце — 7 червня 1993 року.
Завершила кар'єру 1995 року.

## Фінали турнірів WTA

### Парний розряд: 3 (1 титул, 2 поразки)
| Результат | Ранг | Дата     | Турнір               | Покриття   | Партнер           | Опоненти                        | Рахунок       |
| --------- | ---- | -------- | -------------------- | ---------- | ----------------- | ------------------------------- | ------------- |
| Поразка   | 1.   | Лип 1988 | Swedish Open, Швеція | Ґрунт      | Сільвія Ла Фратта | Сандра Чеккіні Мерседес Пас     | 0–6, 2–6      |
| Поразка   | 2.   | Сер 1990 | Скенектаді, США      | Тверде     | Вілтруд Пробст    | Алісія Мей Міягі Нана           | 4–6, 7–5, 3–6 |
| Перемога  | 3.   | Вер 1992 | Байонна, Франція     | Тверде (i) | Петра Лангрова    | Клаудія Коде-Кільш Стефані Реге | 1–6, 6–3, 6–4 |

## Фінали ITF
| Турніри $100,000 |
| Турніри $75,000  |
| Турніри $50,000  |
| Турніри $25,000  |
| Турніри $10,000  |

### Одиночний розряд: 5 (3–2)
| Результат | Ранг | Дата           | Турнір                 | Покриття | Опонент           | Рахунок  |
| --------- | ---- | -------------- | ---------------------- | -------- | ----------------- | -------- |
| Перемога  | 1.   | 13 жовтня 1986 | ITF Rabac, Югославія   | Ґрунт    | Рената Шашак      | 6–2, 6–3 |
| Поразка   | 2.   | 20 квітня 1987 | ITF Monte Viso, Італія | Ґрунт    | Наталія Медведєва | 1–6, 3–6 |
| Перемога  | 3.   | 29 січня 1990  | ITF Midland, США       | Тверде   | Марі П'єрс        | 6–4, 6–1 |
| Поразка   | 4.   | 7 вересня 1992 | ITF Arzachena, Італія  | Ґрунт    | Глорія Піццікіні  | 3–6, 4–6 |
| Перемога  | 5.   | 16 серпня 1993 | ITF Arzachena, Італія  | Ґрунт    | Крістін Годрідж   | 6–4, 6–4 |

### Парний розряд: 4 (2–2)
| Результат | Ранг | Дата           | Турнір                | Покриття | Партнер              | Опоненти                        | Рахунок       |
| --------- | ---- | -------------- | --------------------- | -------- | -------------------- | ------------------------------- | ------------- |
| Перемога  | 1.   | 21 липня 1986  | ITF Subiaco, Італія   | Тверде   | Stefania Dalla Valle | Nathalie Ballet Карін Кентрек   | 6–2, 0–6, 6–1 |
| Перемога  | 2.   | 13 квітня 1992 | ITF Salerno, Італія   | Тверде   | Сільвія Фаріна-Елія  | Кіррілі Шарп Angie Woolcock     | 6–1, 6–4      |
| Поразка   | 3.   | 7 вересня 1992 | ITF Arzachena, Італія | Ґрунт    | Сільвія Фаріна-Елія  | Лаура Гарроне Лаура Голарса     | 4–6, 6–4, 4–6 |
| Поразка   | 4.   | 16 серпня 1993 | ITF Arzachena, Італія | Ґрунт    | Сільвія Фаріна-Елія  | Кідзімута Акіко Кадзімута Наоко | 0–6, 5–7      |